# مارك موسيس
مارك موسيس (بالإنجليزية: Mark Moses) هو لاعب كرة قدم أمريكية وكاتب سيناريو وممثل أمريكي، ولد في 24 فبراير 1958 بنيويورك في الولايات المتحدة. من الجوائز التي نالها Screen Actors Guild Award for Outstanding Performance by an Ensemble in a Comedy Series ‏ عن عمل ربات بيوت يائسات سنة 2005 وScreen Actors Guild Award for Outstanding Performance by an Ensemble in a Comedy Series ‏ عن عمل ربات بيوت يائسات سنة 2006 وجائزة نقابة ممثلي الشاشة لأفضل أداء جماعي في مسلسل درامي عن عمل رجال غاضبون سنة 2009.

## أعمال

### أفلام
- (1986) فصيلة
- (1998) ديب إمباكت[2][3][4]
- (2002) التنين الأحمر[5][6]
- (2005) منزل بيغ ماما 2[7][8]
- (2006) رسائل من إيوو جيما[9]
- (2013) بارانويا[10]

### مسلسلات
- الشمال والجنوب
- جاغ
- ربات بيوت يائسات
- رجال ماد
- التحقيق في موقع الجريمة
- ميامي
- شبح هامس
- عقول إجرامية
- كاسل

## جوائز
- Screen Actors Guild Award for Outstanding Performance by an Ensemble in a Comedy Series [الإنجليزية]‏، عن عمل: ربات بيوت يائسات (2005)
- Screen Actors Guild Award for Outstanding Performance by an Ensemble in a Comedy Series [الإنجليزية]‏، عن عمل: ربات بيوت يائسات (2006)
- جائزة نقابة ممثلي الشاشة لأفضل أداء جماعي في مسلسل درامي، عن عمل: رجال ماد (2009)

## وصلات خارجية
- مارك موسيس على موقع IMDb (الإنجليزية)
- مارك موسيس على موقع ألو سيني (الفرنسية)
- مارك موسيس على موقع أول موفي (الإنجليزية)
- مارك موسيس على موقع قاعدة بيانات الأفلام السويدية (السويدية)
- مارك موسيس على موقع إن إن دي بي (الإنجليزية)
- مارك موسيس على موقع قاعدة بيانات الفيلم (الإنجليزية)
- مارك موسيس على موقع كينوبويسك (الروسية)